# Opera Mobile
Opera Mobile Classic, antiguamente llamado Opera Mobile, es un micronavegador creado por Opera Software para teléfonos inteligentes y Pocket PCs.  Dejó de ser actualizado al ser reemplazado por Opera para Android.

## Opera Mobile Classic
Opera Mobile Classic es compatible con los sistemas operativos Windows Mobile, Symbian OS, plataforma S60, Maemo, MeeGo y Android. La primera versión fue lanzada en el año 2000 para el Psion Series 7 y NetBook. Opera Mobile Classic está basado en el motor Presto.
Opera Mobile Classic puede formatear automáticamente cualquier página web al ajustar el tamaño de las imágenes, texto, tablas y demás a la resolución del dispositivo móvil que lo emplea. Esta tecnología es llamada Small Screen Rendering (SSR) que en español se traduciría como Presentación sobre Pantalla Pequeña. El SSR facilita la navegación en dispositivos con limitaciones para mostrar pantallas de resoluciones mayores.
Otras funciones presentes en Opera Mobile Classic son:
- Icono de búsqueda en la barra de navegación.
- Guardar imágenes
- Copia y Pega de texto
- Enviar un link como correo electrónico y SMS.
- Importación de los favoritos de IE.
- Soporte para Macromedia Flash Player 7 para Pocket PC.
- Soporte para FlashLite 2.1 de Macromedia.
- Ventanas múltiples
- Navegación por pestañas
- Zoom
- Descarga de archivos
- Marcadores
- Icono para identificar los sitios seguros.
- Preferencias de usuario
- Menú contextual
- Diferentes modos de vista: modo escritorio (PC), modo a una sola columna y ajustado.

## Opera para Android
Opera para Android es un micronavegador desarrollado por Opera Software para teléfonos móviles que usan el sistema operativo Android. La versión beta salió el 5 de marzo de 2013. La versión final estuvo disponible el 21 de mayo de 2013. Opera para Android usa el motor de renderizado Blink.